# Zduńska Wola

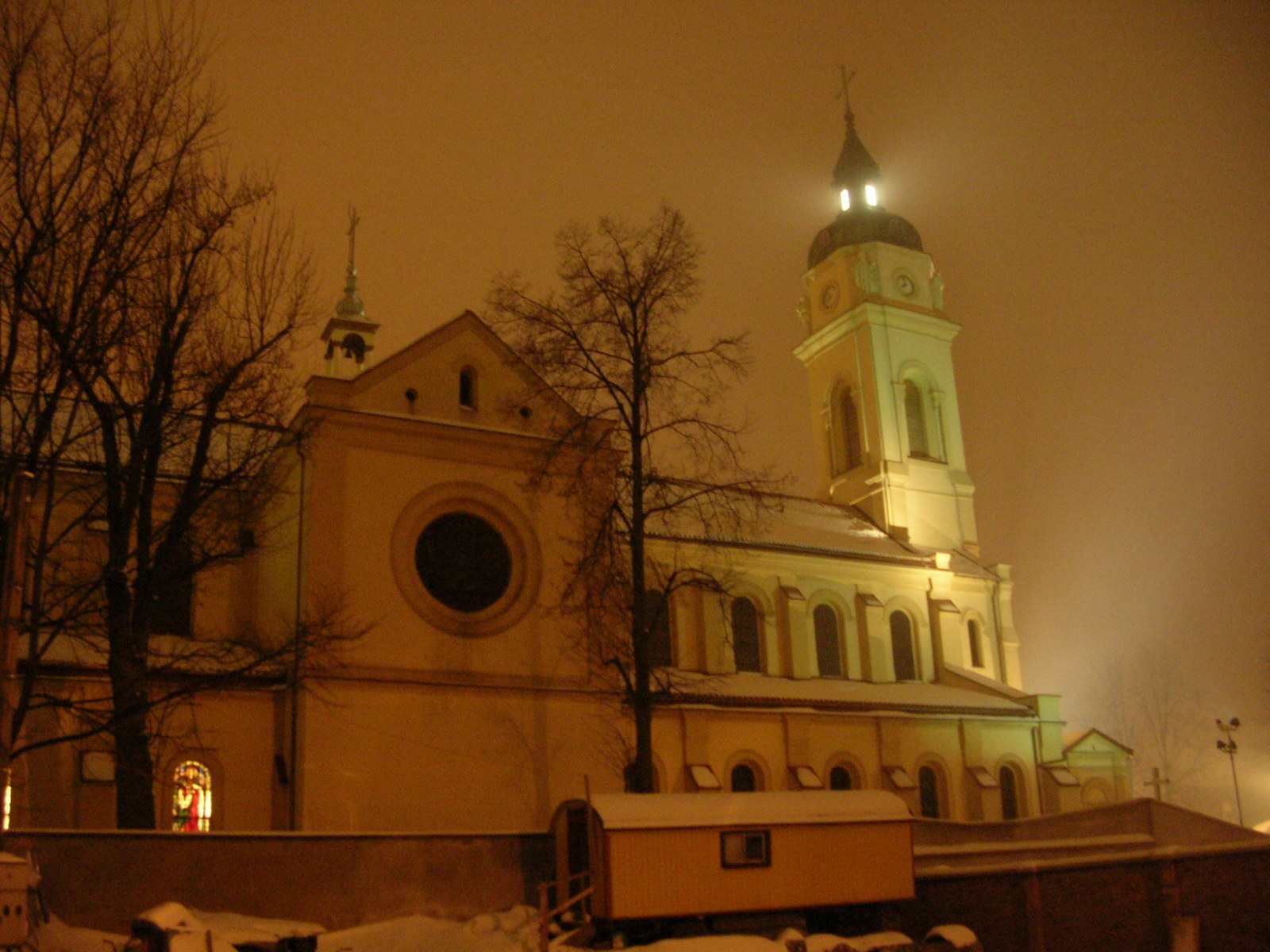
Immagine notturna di Zduńska Wola.

Zduńska Wola è una città polacca del distretto di Zduńska Wola nel voivodato di Łódź.
Ricopre una superficie di 24,58 km² e nel 31.12.2010 (BDR - GUS) contava 44.108 abitanti.

## Amministrazione

### Gemellaggi
- Pietrasanta
- Zarasai, dal 1998[1]